# モンスター・コレクション
モンスター・コレクションは、グループSNEが開発したトレーディングカードゲーム(TCG)。略称はモンコレ。「モンスター・コレクションTCG」とも呼ばれる。
1997年9月に富士見書房から発売された。2000年9月からモンスター・コレクション2が展開、2009年8月からはモンスター・コレクション・トレーディング・カード・ゲーム（MONSTER COLLECTION TRADING CARD GAME）として、ブロッコリーが販売元となって展開されていた。
2011年8月より正式にブシロードの取り扱いとなっていたが、2014年5月30日に発売されたデッキを持って、ブシロードからの販売委託契約が満了となり、グループSNEとKADOKAWA（旧富士見書房）に権利が返還された。ブシロードの展開に関しては、2015年6月30日付でルールサポート終了、2016年5月31日付で全サポートが終了した。2017年3月31日付でブシロード版公式サイトが閉鎖された。
グループSNE側からもこれで一区切りであることが発表されており、今後は未定としていたものの、ブシロード版サイト閉鎖前日の2017年3月30日に「モンスター・コレクションTCG
20th Anniversary」がKADOKAWAから発売されている。
また人気イラストを採録したデッキビルド型ボードゲーム「モンコレデックビルディング：エレメンタル・ストーム」が2018年2月2日に発売予定となっている。

## 概要
時期はやや遅いが、マジック:ザ・ギャザリングが日本でも大流行したことにより、日本製のTCGが各社より続々と登場した一連の流れに乗って製作・販売された。この開発にあたっては、総指揮を取った安田均自ら「開発当時あまりに多忙であり、当時のことはよく思い出せない」と発言するほどの注力が行われたという。
多くのTCGと同じく、プレーヤー2人が対戦する。しかしゲームの内容と勝利条件は他とは変わっており、3×4マスのフィールドに本陣とモンスター（ユニット）が進軍するための地形カードを配置し、召喚したユニットを用いて先に敵の本陣を制圧、相手領地をより多く占領したプレイヤーが勝利する、という一種の「陣取りゲーム」である。このようなタイプのTCGは世界的に見てもあまり例がないと言える（アメリカの Guardians というTCGが数少ない類例である）。
ユニットには火、水、土、風、聖、魔の6つの属性がある。属性による有利不利等はないが属性ごとの傾向があり、ユニットが使用する魔法（戦闘スペル）の使用枠の属性は、基本的にユニットの属性と同じものが多い。その他、ユニットに装備させることができるアイテム（装備品）、ユニットが戦闘中に使用することができるアイテム（消耗品）、様々な条件を満たすことで使用が可能になる儀式魔法（儀式スペル）、特殊な効果をユニットにおよぼす地形などがある。
また、本作をモチーフとした小説、コミック、アニメが製作されてきた。特に、小説はTCG自体の発売に先行してシリーズが開始され、同時展開された。さらに、本作を利用するボードゲームや、同じ世界を舞台としたTRPGも発売されている。
ユニットの移動というボードゲーム的な要素を持ち、日本でデザインされたTCGの中では変わったものであると言える（複雑でTCG初心者がプレイするには難しいという意見もある）。また、CLAMPやいのまたむつみなどの有名イラストレーターをカードのカラーイラストに起用しており、今なお熱狂的なファンが存在する。
2008年夏に、ブロッコリーとのタイアップで、発売10周年を記念して、最後に発売されたエキスパンションから4年ぶりに新カードセットが発売され、2009年には、本格的に商品展開が再開されている。
なお、グループSNEはTCGブーム以前に、テーブルトークRPGユーザー向けの解説本として富士見書房より『○○コレクション』シリーズを刊行している。それらはファンタジー系RPGに頻繁に登場するモンスターやアイテムの解説本で、その第一弾が『モンスター・コレクション』である。ただし、名称が同じであるのみで、本作との直接的な関連は無い。

## ルール

### 準備
プレイヤーは50枚のカードを自由に組み合わせたカードの束＝デックを作る（同名のカードは3枚まで）。二人のプレイヤーが互いにデックとさいころ（テキストではダイスまたはdと表記）を持ち寄り対戦する。
山札（デック）から一枚、カードを裏向きに自軍領土5の位置に置いて本陣とし、プレイヤーは山札から手札上限枚数（6枚）のカードを引き手札とする。
6・5・4
3・2・1敵軍領土
1・2・3自軍領土
4・5・6

### ゲームの進行
先攻プレイヤーのターンと後攻プレイヤーのターンを繰り返して進行する。
自軍ユニットが相手の本陣への進軍を成功させれば本陣陥落勝利である。山札が切れても敗北にはならないが、両プレイヤーの山札が尽きて膠着状態になった場合は判定になる。敵軍領土により多くのユニットが存在している方が判定勝ち、ユニットが同数なら引き分けである。
1. 自分のターンのはじめには第一手札調整フェイズがある（先攻1ターン目は無し）。手札から不要な手札を破棄、その後手札上限枚数になるように山札から補充する。
2. 自分のターンのメインフェイズでは主に以下のことが行える。
地形配置
ユニットは地形上にしか存在できないので、自軍本陣から離れている敵軍本陣まで通り道を作るように戦場召喚することになる。手札に地形カードがない場合は、1ターンに一度だけ山札のカードを裏向きで「代理地形」として配置できる。
ユニットの進軍
自軍ユニットを1ターンに一度ほかの地形に移動できる。複数のユニットを同時に進軍させることができる。進軍先の地形に敵軍ユニットがいる場合は戦闘が起こる。戦闘終了後敵軍ユニットが一体以上残っていれば進軍失敗となり、生き残った自軍ユニットは元の地形に戻る。
装備品の持ち替え
同じ地形にいるユニット同士で装備品の受け渡し、交換をおこなう。これにより後続のユニットから装備品受け取ったあと敵軍ユニットの地形に進軍ということもできる。
儀式スペルの使用
相手ターンのメインフェイズに使えるものもある。プレイヤー、ユニット、地形に何らかの影響を及ぼす。
3. 普通召喚フェイズでは手札のユニットカードを戦場に出すこと（召喚）ができる。装備品の破棄、ユニットの召喚、装備品の召喚の順に行う。基本的には自軍本陣にしか召喚できない。
4. 第二手札調整フェイズは第一手札調整フェイズと同じ事を行う。
5. 自分のターン終了を宣言し、相手ターンに移る。

戦闘のおおまかな流れ
1. 即時召喚を進軍側、守備側の順で行う
即時召喚不可のユニットが出せない以外は普通召喚と同じ。
2. 隊列変更を進軍側、守備側の順で行う
通常の攻撃は先頭から順に受けるので後ろのほうが生き残る可能性が高い。
3. 戦闘
さいころを振って先攻後攻を決める
さいころの目にその戦闘に参加するユニットのイチシアチブ補正の値を足して高いほうのプレイヤーが先攻になる（同じ場合は同時攻撃）
  1. 先攻
先攻プレイヤーが攻撃（通常攻撃）、戦闘スペル、アイテム、特殊能力の行動をとる。ただし、行動完了型の特殊能力は通常攻撃を行った後にはユニットが「行動完了」となる為使用できない。プレイヤーは「対抗」によりその行動に割り込むことができる。「対抗」への「対抗」も可能である。行動の処理の順番は最後の「対抗」からの逆順になる。
先攻プレイヤーのチャージを持っているユニットはその値を攻撃力に加える。
「攻撃（通常攻撃）」では、「攻撃」を選択した自軍ユニットの攻撃力を合計し、その値と敵先頭ユニットの防御力を比べ、防御力以上なら先頭ユニットは死亡、攻撃力から防御力を引いた残りの値と2番目のユニットの防御力を比べ…を繰り返す。
  2. 後攻
ユニットが残っていれば後攻プレイヤーの行動となる。
後攻プレイヤーのディフェンダーを持っているユニットはその値を攻撃力に加える。
  3. 同時攻撃
同じ値だった場合、すべての特殊能力が失われ、カード表記の攻撃力防御力のみで攻撃しあう。同時攻撃では「攻撃」における処理を敵味方同時に処理して戦闘終了となる。
4. 戦闘終了

### モンコレ2における変更点
特殊能力等における数値の変更（計算）が発生する時の計算処理の表示が変更となった。
例）特殊能力「チャージ」は「攻撃力×2」だったが「もともとの攻撃力分加える」や「攻撃力+○」という表示になった。
これはモンコレにおける計算処理が、（特に低年齢層には）難解であった為である。
モンコレにおける計算処理の順番
1. 数値の入れ替え
2. 数値の変更
3. 掛け算
4. 割り算
5. 足し算
6. 引き算

例
プレイヤー甲：先攻、プレイヤー乙：後攻
1. プレイヤー甲が攻撃力4のユニットAに対し攻撃力を2倍にする能力を使用
2. これに対抗して、プレイヤー乙が攻撃力を2に変更する能力を使用
3. これに対抗し、甲が攻撃力+2の能力を使用
4. 更に乙が対抗して、攻撃力-3する能力を使用

この場合、ユニットAの攻撃力は、まずに(2)により4→「2」になり、その後(1)により2倍され「4」となり、4+2-3で最終的に「3」となる。
これをモンコレ2のルールで計算する（ただし、「×2」は「+4」に置き換え）と、「対抗」の処理の順番で(4)→(3)→(2)→(1)となり、「4-3」で「1」→「1+2」で「3」、「3」→「2」、「2+4」で「6」となる。

## カードの詳細
カード名が左上に縦書きで書かれており、手札に持ったときに見やすいデザインである。
左下にある出現頻度マークは入手しやすさを表しており、丸（基本またはプロモーションカード）、三角（頻繁）、ダイヤ（並）、星（稀）、クラブ（極稀）となっている。このほか、召喚術師カードの六芒星、プロモーションカードのスペード、ハート、月マークがある。
ユニットカード
地形を支配できるモンスター（人間も含む）を表すカード。基本的にユニットカード以外はなくても遊ぶことができる。
モンスターの種族、属性、レベル、攻撃力、防御力、進軍タイプが設定されている。このほかに常備能力（アイテム枠、スペル枠、イニシアチブ補正、チャージ、ディフェンダー、耐性）、固有の特殊能力を持つものもある。
進軍タイプにより移動範囲が異なり、「飛行ユニットは歩行ユニットと比べ進軍範囲が広いので、戦闘を避けて側面から回り込む」というような戦略が用いられる。
進軍タイプは「歩行」「飛行」「長距離飛行」の3タイプ。移動範囲は「歩行」＜「飛行」＜「長距離飛行」。
アイテム（消耗品）カード
ユニットの常備能力「アイテム：X」を消費して効果を発揮する魔法の道具を表すカード。
戦闘中にしか使用できない。プレイヤーの手札から出して使った後は破棄される。
アイテム（装備品）カード
ユニットの常備能力「アイテム：X」を消費して効果を発揮する魔法の道具を表すカード。
使い捨てではなく、破棄されない限りユニットに装備されたまま効果を発揮し続ける。戦闘に関わらない効果を持つものもある。
戦闘スペルカード
ユニットの常備能力「スペル：X」を消費して効果を発揮する魔法を表すカード。消費するスペル枠の属性（火、水、土、風、聖、魔）と戦闘スペルの使用条件は一致している必要がある（～以上の場合、宣言時に値が決定される）。使用条件のスペル枠が複数ある場合、それを2体以上のユニットで分担することができる。
戦闘中にしか使用できない。プレイヤーの手札から出して使った後は破棄される。
儀式スペルカード
特定の条件を満たして使う強力な魔法を表すカード。
使った後は破棄されるものと、その場に示して効果を発揮し続けるものがある。
MC1ではルール上の制限ではなく、「デックに一枚制限」のものが多かったが、MC2以降「1ターンに1つまで」の制限が加えられるようになった。また、場に示して効果を発揮し続けるカードは「スロット継続」の表記がされ、使ってから次ターン以降好きなときに効果を発揮できる「スロット待機」のカードも新たに追加された。
それぞれのプレイヤーのスロットは3枚。
地形カード
ユニットが存在することのできる地形を表すカード。一つの地形上に存在するユニットのレベルの合計はそれぞれのプレイヤーがその地形に設定されているリミット以下でなければならない。
地形上いるすべてのユニットが効果を受けるもの、地形を支配しているユニット、プレイヤーに特殊な効果を発揮できるもの等がある。
召喚術師カード
デックやゲームルールに影響を与えるカードで、デック枚数には含まない。デック枚数、デック構築の制限や解除、追加・変更ルール等が設定されている。
使用は任意だが、デック枚数が青地に表記されているもの以外は、召喚術師カードを用いたデック同士でのみ対戦できる。

## カードセット
括弧内は略称。

### モンスターコレクション
モンスターコレクション（MC）
第1弾。60枚がセットなった「スターターパック」と、16枚入りの「ブースターパック」で販売された。
古代帝国の遺産（IC）
アイテムカードが多数追加され弓矢が登場した。このセットのみ極稀カードが存在しない。
このカードセットの発売キャンペーンとして、スペシャルカード《ジャッジメント》（左下マーク（出現頻度）がスペード）が配布された。一部のアイテムカードはこのユニットを強化するためのものである。
魔導士の黙示録（SC）
戦闘スペル、儀式スペルが多数追加。複数のスペル枠を消費する強力な戦闘スペルが登場した。ユニットカードにもスペル枠を持つものが多い。
空中庭園の降臨（TC）
地形が多数追加され、「タイプ：罠」を持つ地形と「タイプ：罠」の地形上で強化されるユニットが登場した。攻撃用の地形や戦場の外に配置する地形など、変わったカードが多い。
「魔導士の黙示録」発売後に行われたカードアイディアコンテストの優秀作品が収録されている。また、発売キャンペーンとしてスペシャルカード《オーバーロード》の配布が行われた。
黄金樹の守護者（CC）
プレイヤー自身を表し、追加ルールを与える召喚術師カード（左下マークが六芒星）が登場した。召喚術師は小説やフレーバーテキストの登場人物で、タロットの大アルカナをモチーフにしている。また、ユニットカードには二つの属性を持つ【種族：人間】が登場。二属性を持つため良くも悪くも様々な効果を受けやすい。設定上人間は真の名が解明されておらず召喚術で使役できないことになっているが、ルール上はほかのユニットと同じように扱われる。
発売キャンペーンとしてスペシャルカード《アポカリプス#1》の配布が行われた。また新規プレイヤーを対象としたキャンペーンも別に行われ、前述のユニットカード《ジャッジメント》が再配布された。
太陽王の覚醒（RC）
属性ごとの特色を強く持ったユニットカードがバランス良く追加された。テキストの形式が統一され、MC2への橋渡し的な役割をしている。このエキスパンションのみでプレイすることも可能となっており、公式戦も開催された。フレーバーテキストは「ホーリィの手記」から「シルクの手記」「ミルクの手記」へと受け継がる形となった（※シルクとミルクはホーリィの双子の娘）。
4億枚突破キャンペーン時のみBOX特典として《黒い地母神カーリー》が添付された。

### モンスターコレクション2
モンスターコレクション2（MC2）
ルールやカード表記の見直しが行われ、新しいスターターが発売された。以降、最初に発売されたセットは旧基本と呼ばれるようになる。旧セットの一部のカードが読み替えたテキストと新しいイラストで登場した（これらのカードは再録カードと呼ばれる）。ルール変更のために弱体化したカード等は出現頻度が上がり、入手しやすくなった。
4億枚突破キャンペーン時のみBOX特典として《毒沼の大蛇ニーズホッグ》が添付された。
放浪王の帰還（CM）
再録ユニットカードのみのセット。1パック当たりの封入枚数の変更によりカード1枚当たりの価格が若干高めになっている。
4億枚突破キャンペーン時のみBOX特典として《虹の多頭竜キリム》が添付された。
灼熱の百年戦争（SH）
2001年3月22日発売。
地形に「タイプ：砲台」、儀式スペルに「タイプ：弾」が登場。ゲームの時代背景など設定が明らかにされ始める。六門世界の比較的新しい時代を扱っており、技術の進化をうかがわせるカードが多い。
4億枚突破キャンペーン時のみBOX特典として《火炎樹の乙女》が添付された。
魔法帝国の興亡（ME）
2001年9月12日発売。
召喚術師カードが新たな形式で登場。召喚術師の所属勢力を利用して三対三の団体戦が行える。暗黒時代前の魔法が発達していた時代がモチーフのセットで、新しい種族、聖・魔属性、奇数レベルのユニットカードが多数追加された。
4億枚突破キャンペーン時のみBOX特典として《秘酒の女神ネクタール》が添付された。
冥界の六皇子（DP）
2002年3月13日発売。
「タイプ：疫病」「タイプ：星座」「タイプ：遺跡」が登場。フレーバーテキスト「シルクの手記」「ミルクの手記」はこのセットまでである。
六王国の戦火（WF）
2002年9月2日発売。
ブロック制導入。巷ではモンコレ3とも言われる。このパックから10枚入りに変更された。
タイプ：オルクス・ガリュウ・ベルウッド・ティタニア・ウィンフィーナ・シオライの6種類の召喚術師が登場。
この時期行われた4億枚突破キャンペーンにより、太陽王の覚醒～魔法帝国の興亡までのカードセットにBOX特典が添付された。BOX特典として《幻獣ガズスドゥーラ》《烈風王レスカーヌ》《ミラー・ジャッジメント》のいずれか1枚が封入されている。
竜王の凱歌（DT）
2003年3月18日発売。
「種族：ハイランダー」ユニットと、それらのために作られた戦闘スペルが本格投入されたカードセット。ただ、それらのために作られた戦闘スペル《ドラコ・ジェノサイド》と《ドラコ・イリュージョン》は「出現頻度：並」ながらそのスペックは高く、人気のカード。
ブロック制のルールが六王国の戦火で導入されたこともあり、タイプ：Xのユニットも多数収録されている。
BOX特典として《ゴールド・インパルス》《グリーン・ディスティニー》《フォモール》のいずれか1枚が封入されている。
時間獣の封印（CB）
2003年6月20日発売。
ブースターの名前どおり、「種族：時間獣」のユニットが登場。召喚するためには、一定の自軍支配地形ないし敵軍支配地形が必要となる。六王国ブロック制ルールが導入された今日、このパックには六王国の戦火で登場した6種類の召喚術師のタイプを持つユニットが1枚も登場しない。また、カードの種類も全ブースターの中で最も少ない。
BOX特典として《復活祭の蟲》が封入されている。
新聖紀の胎動（NS）
2003年9月1日発売。
MC2としては初の2つの属性を持つユニットが収録されたカードセット。このセットのカードは他のカードセットに比べ能力が高いカードが多い為、オークションなどでは高値で取引され未開封BOXであれば数万円で取引されることもある。
BOX特典として《千里眼のフォーチュンテラー》が封入されている。また応募特典として《判定の女神イレーヌ》《聖エルドの神官戦士》がもらえた。
聖王の刻印（HL）
2003年12月10日発売。
2属性ユニットが多く収録され、「タイプ：聖域」「タイプ：聖歌」などのカードが登場。
スターター版とブースター版が別時期に発売され、それぞれ収録カードが異なるという異色のカードセット。
BOX特典として《昏き夢見る天使》が封入されている。

### モンスターコレクション・トレーディング・カードゲーム（アニバーサリー）
モンスターコレクション・トレーディング・カードゲームとして改めて展開される以前であるが、実際の状況に従い、ここからを「モンスターコレクション・トレーディング・カードゲーム」と表記。公式大会ではここから「暗黒卿の秘儀」までは「Gレギュレーション」とされる。
神霊獣の咆哮(MA1)
2008年7月26日発売。
モンコレ10周年記念に製作された新カードセット。実に5年ぶりとなる。高レベルの大型ユニットがテーマとなる。
カードデザインが変更される、極稀はホログラム仕様になる、再録カード130種と新規カード26種で構成されるなどこれまでのセットとは大幅に異なる。1パック10枚入り400円と値上がりしたが、過去に発売された10枚パックとは、レアカードの比率が異なる（稀2枚or極稀1枚稀1枚＋並3枚＋頻繁5枚）
「ディメンション・ゼロ」とのコラボレーション企画として、両方の作品のキャラクターが相互参戦する。
発売から数週間で店頭で入手しにくい状況になり、再生産が行われた。
千年皇国の栄光(MA2)
2009年2月21日発売。
神霊獣の咆哮に次ぐ、10周年記念のカードセット。
新規カードが神霊獣の咆哮の2倍（48種類）になり、低レアリティのものも登場する。
再録カードは「髑髏の騎士」など人気投票で上位だったものを中心に収録される。
海皇神の王子（MB1）
2008年12月20日発売。
モンコレ10周年記念に製作された「ベストカードデック」。水属性中心の構築済みデック。新規カードは4枚。
樹界霊の歌姫（MB2）
2008年12月20日発売。
モンコレ10周年記念に製作された「ベストカードデック」。土属性中心の構築済みデック。新規カードは4枚。

### モンスターコレクション・トレーディング・カードゲーム (STAGE 1)
鷹眼の行進歌（MC1）
2009年7月25日発売。
風属性を中心とした構築済みデック。ここからフレーバーテキストは「七星魔導史　マフィン伝」に（ブロッコリー版終了まで）。舞台は六門世界の未来「六芒世界」になる。
「英雄」・「チェイン」の概念が新しく加わる。
夢幻の輪舞曲（MC2）
2009年7月25日発売。
魔属性を中心とした構築済みデック。
英雄王の星誕（MC3）
2009年8月22日発売。
新規カードが半数以上を占めるパワーアップ・カードセット。
ディメンション・ゼロとのコラボも再び行われる。
天野喜孝、美樹本晴彦らが新規イラストレーターとして登場。
復活の破壊神（MC4）
2009年11月28日発売。
「ジャッジメント」を中心としたブースターセット。カードの種類が全36種と少なめ。
星剣姫の烙印（MC5）
2010年2月27日発売。
STAGE 1の最終セット。フレーバーテキストのキャラクターがカード化されている。

### モンスターコレクション・トレーディング・カードゲーム (STAGE 2)
豪天城の戦鬼（MC6）
2010年6月19日発売。
オーガ（火属性）を中心とした構築済みデック。
「儀式地形」の概念が新しく加わる。
蒼天界の神馬（MC7）
2010年6月19日発売。
聖属性を中心とした構築済みデック。
伏龍殿の覇者（MC8）
2010年8月20日発売。
儀式地形カードが多数登場。
紅河宮の精霊（MC9）
2010年11月26日発売。
『エレメンタルモンスター』とのコラボレーションカードが登場。火・土・魔属性カードが収録されている。
聖晶塔の宝鍵（MC10）
2010年11月26日発売。
『アヴァロンの鍵』とのコラボレーションカードが登場。水・風・聖属性カードが収録されている。
暗黒卿の秘儀（MC11）
2011年2月18日発売。
ブロッコリー版最後のブースターセット。

### モンスターコレクション・トレーディング・カードゲーム （ブロック1）
販売元がブシロードに変更。ブロックシンボルはI。ルール表記の変更や再定義などがされ、全体的な簡素化とルール整備が行われた。
以前と同名のカードも性能に変更がなされ収録されている。
火竜（1A）
2011年8月6日発売。
ブシロード版の紹介も兼ねたトライアルデック。ここからフレーバーテキストは『ある召喚術師の回想』に。舞台は六門世界に戻った。
戦闘スペルにスペル枠を複数消費することにより変化する「Dual」がついたものが登場。
剣姫（1B）
2011年8月6日発売。
ブシロード版の紹介も兼ねたトライアルデック。
アルフレアの不死鳥（1C）
2011年8月27日発売。
大型ブースターセット。ブシロード版の本格的なスタートとなる。
ソラステルの堕天使（1D）
2011年11月5日発売。
ブースターセット。

### モンスターコレクション・トレーディング・カードゲーム タイトルカード
『ゴッドイーターバースト』とのコラボレーション企画。ブロックシンボルはGE。独立のブロックとして扱われる。
ゴッドイーターバースト　ゴッドイーター（GE1）
2011年9月17日発売。
「ゴッドイーター」側カードが収録された構築済みデック。
ゴッドイーターバースト　アラガミ（GE2）
2011年9月17日発売。
「アラガミ」側カードが収録された構築済みデック。
タイトルブースター「ゴッドイーターバースト」（GE3）
2011年12月3日発売。
2つの構築済みデックを強化するタイトルブースター。

### モンスターコレクション・トレーディング・カードゲーム （ブロック1・2）
紺碧海の女王（2C）
2012年2月18日発売。
クロスブースター。2Cではあるが、I・IIのシンボルを持ち、両ブロックの懸け橋となる。
ブロックでデックを組む場合、このブースターのカードはブロック1とブロック2のどちらにも入れることが可能になる。

### モンスターコレクション・トレーディング・カードゲーム （ブロック2）
ブシロード版の2つ目のブロック。ブロックシンボルはII。新要素は「弱点」。「弱点」は特定の属性のダメージを増加させる効果で、これにあわせて、新しいダメージ属性「禁呪」と「浄化」が登場する。
魔女（2A）
2012年2月4日発売。
ブロック2のトライアルデック2種のうちの1つ。
「魔女」は「禁呪」に特化した構築となっている。
戦天使（2B）
2012年2月4日発売。
ブロック2のトライアルデック2種のうちの1つ。
「戦天使」は「浄化」に特化した構築となっている。
ヴァローカの精霊祭（2D）
2012年3月17日発売。
大型ブースターセット。
サーガランドの貴公子（2E）
2012年5月19日発売。
ブースターセット。

### モンスターコレクション・トレーディング・カードゲーム （ブロック3）
ブシロード版の3つ目のブロック。ブロックシンボルはIII。新要素はリチュアル。ブロック全体が偶数レベルで統一されており、前2つのブロックに比べて構築の自由度が高いのが特徴。このブロックからカードが所属する勢力が記されるようになった。
海皇竜-カドモス-（3A）
2012年7月28日発売。
ブロック3のトライアルデック2種のうちの1つ。
勢力「海賊都市クロスボーン」で海賊をテーマにしたバランス型。
巨神姫-エスリン-（3B）
2012年7月28日発売。
ブロック3のトライアルデック2種のうちの1つ。
勢力「太古の巨神」でアイテム中心の後攻パワー型。
煉獄のガルシルト（3C）
2012年8月25日発売。
ブースターセット。
銀嶺のリヒテルス（3D）
2012年10月6日発売。
ブースターセット。

### モンスターコレクション・トレーディング・カードゲーム （ブロック3&4【エレメンタル】）
ブシロード版の4つ目のブロック。ブロックシンボルはIII・IV。このブロックからブロックシンボルに二つの数字が書かれるようになった。
また新要素を増やすのではなく、カード表記を分かりやすくすることで様々な独立的な要素が現れるようになった。
金剛神（4A）
2013年2月2日発売。
ブロック【エレメンタル】のトライアルデック2種のうちの1つ。
勢力「モンブラン錬金研究所」で大型レベルの錬金生物を中心にしたアイテムデック。
妖貴妃（4B）
2013年2月2日発売。
ブロック【エレメンタル】のトライアルデック2種のうちの1つ。
勢力「風魔の隠れ里」で変身をテーマにしたテクニカルなスペルデック。
サザンの聖角獣（4C）
2013年3月2日発売。
ブースターセット。
アポカリプスの魔剣（4D）
2013年5月10日発売。
ブースターセット。

## レギュレーション
歴史が長いため、区切りごとにレギュレーション名が変わっており、レギュレーションによってデックに組み込めるカードプールが異なる。上記のカードセットとセットで参照されたい。

### Aレギュレーション
公式的にはモンスターコレクションとモンスターコレクション2の両方を含むレギュレーション。つまり、モンスターコレクション(MC)～聖王の刻印(HL)まで。一部のコミュニティーでは、「最初期から現在までのカードプールすべて」と解され、現在でもAレギュレーションという名で非公認の大会が開催されている。

### Sレギュレーション
モンスターコレクション2をメインとするレギュレーション。正確には太陽王の覚醒（RC）～聖王の刻印(HL)まで。Aレギュレーションと同じく、一部のコミュニティーでは、「太陽王の覚醒から現在までのカードプールすべて」と解され、現在でもSレギュレーションという名で非公認の大会が開催されている。

### Gレギュレーション
聖王の刻印(HL)以降、5年近く新弾の出ていなかったモンスター・コレクションが、販売元をブロッコリーに移して始めたレギュレーション。
アニバーサリー・STAGE 1・STAGE 2を合わせたものであり、つまり神霊獣の咆哮(MA1)～暗黒卿の秘儀（MC11）までのカードプールを指す。現在でも一部の公式大会で使用可能。

### ブシロード版
販売元がブロッコリーからブシロードに移って始まった現在進行中のレギュレーション。
ブロック制を採用しており、現在ブロック1・タイトルカード【GE】・ブロック2・ブロック3・ブロック3&4【エレメンタル】・ブロック4&5【タイクーン】が存在する。つまり、火竜（1A）～ジオテランの歌姫(5D)まで（2013年12月19日現在）のカードプールを指す。
ブシロード版というのは正式な呼称ではなく、このレギュレーションを指す俗称のうちの一つ。他にブロ版に対してのブシ版などの呼び方がある。
ブロック制が採用され、各ブロックごとに完結しているため初心者が入りやすい環境になっているというのが売りだが、ブロック間格差などの問題も指摘される。これらの問題点をクロスブースターや強化プロモなどで継続的に解消の努力をしていこうというのが、ブシロードのスタンスである。なおブロック3～ブロック4&5【タイクーン】では、かなり高度なバランスが取れており、インフレがあまり進んでいないという、TCGとしてはかなり稀有な状況が存在する。

### 現在の大会レギュレーション
★ネオスタンダード（旧ブロック対抗）
このレギュレーションでは二種類のデックの組み方が存在する。
①シンボル構築
ブシロード版の好きなシンボルをひとつ選び、そのシンボルを持つカードだけでデックを構築する。
現在シンボルとしてはI、II、III、IV、V、GE、ALLが存在する。III・IVなどの二つのシンボルを持つカードは両方のシンボルを持つ物として扱われる。
②勢力構築
ブシロード版の好きな勢力をひとつ選び、その勢力を持つカードだけでデックを構築する。勢力がALLのものは、どのデックでも入れることが可能です。
★ブランニュー
最新ブロックのカードのみが使える大会レギュレーション。カードプールは狭くなるが、その分デック間に差が少なく、新しいカードで遊べるメリットもあって人気は高い。2013年12月19日まではブロック【タイクーン】となる。
★オープン
Gレギュレーションとブシロード版のカードがすべて使える大会レギュレーション。ブロックなどの構築の縛りはないが、現在、半年ごとのオプションルールという縛りがある。2013年12月19日現在のオプションルールはブシロード版のみのカードを使うというもの。また、この他に

## 関連人物

### 主な参加スタッフ
- 大河内卓哉
- 安田均

### 主な参加イラストレーター
| | |                                                                                  |
| - 相沢美良 - 青木邦夫 - 天野喜孝 - 雨宮慶太 - いのまたむつみ - 桜瀬琥姫 - 開田裕治 - 加藤龍勇 - 後藤啓介 - 金澤尚子 - CLAMP - 弘司 - 斉藤コーキ - 佐々木亮 - 佐藤正浩 - 四季童子 - C-SHOW - 士郎正宗 - 末弥純 - 鈴木理華 | - 田口順子 - 竹本泉 - 田中としひさ - 立川虫麻呂 - 槻城ゆう子 - 中村亮 - 七瀬葵 - 七水号多 - pako - ぴぃたぁそると - 幻超二 - 村枝賢一 - 米田仁士 - るりあ046 - かんくろう - 若菜等+Ki - 西川秀明 - 伊藤勢 - あらいずみるい - 尾崎弘宜 | - ぽぽるちゃ - 石垣環 - 今野隼史 - 中村龍徳 - 黒星紅白 - 田中久仁彦 - 美樹本晴彦 |

## 原案としたTRPG・小説・漫画・アニメ

### TRPG
- 六門世界RPG
- 六門世界RPGサプリメント1 迷宮都市メルラルズ
- 六門世界RPGサプリメント2 海賊都市クロスボーン
- 六門世界ワールドガイド
- 六門世界RPG キャラクター・コレクション
- 六門世界RPG モンスター・コレクション

#### TRPGリプレイ
- 六門世界RPGリプレイ 召喚ムスメと地下迷宮
- 六門世界RPGリプレイ2 召喚ムスメと地下迷宮2
- 新六門世界RPGリプレイ 呪われ剣士と夢の島
- 新六門世界RPGリプレイ2 守られ騎士と死者の鍵
- 新六門世界RPGリプレイ3 やりすぎ射手と燃える森
- 六門世界RPGリプレイW 迷宮に巨人誕生を見た!?
- 六門世界RPGリプレイW2 幻の島に大海獣を追う!
- 六門世界RPGリプレイ スカーレット・ラプソディ（1・2）
- 六門セカンドリプレイ スカーレット・オーバード（1・2）
- 六門セカンド リプレイ スカーレット・シンフォニー(1)

### 小説
- 記念本（DRAGON BOOK 25th Anniversary）
  - モンスター・コレクション　テイルズ ISBN 4829146133
- 短編集
  - 砂漠の王 ISBN 4829128976
  - 妖精竜の花 ISBN 4829129808
  - 月の舞姫 ISBN 4829113774
- 長編
  - イエル編（著：北沢慶）
    - 戦慄の破壊神 ISBN 4829128283
    - 魔道士の黙示録 ISBN 4829128534
    - 空中庭園の降臨 ISBN 4829128933
    - 黄金樹の守護者 ISBN 482912931X
    - 太陽王の覚醒 ISBN 482912962X

  - 魔法帝国の興亡（著：北沢慶） ISBN 4829113863
  - エルリク編（著：北沢慶）
    - 我が名は無法召喚士 ISBN 4829129964
    - 奴の名は暗殺剣士 ISBN 482911360X
    - 影の名は幻夢王 ISBN 4829114142
    - 光の名は戦乙女 ISBN 4829114517
    - 偽りの名は仮面導師 ISBN 4829114924
    - 真の名は…… ISBN 4829115262

  - 六門世界編（著：安田均）
    - 魔獣召喚の門 ISBN 4829127252
    - 魔神封印の壺 ISBN 4829127600
    - 魔都崩壊の刻 ISBN 4829128798
    - 魔王復活の穽 ISBN 4829113383
    - 魔界変化の風 ISBN 4829116005
    - 魔道救世の主 ISBN 4829119349

  - 仮面の魔道士 上・下（著：高山浩） ISBN 4829129115 ISBN 4829129182
  - 灼熱の百年戦争 上・下（著：高山浩） ISBN 4829113464 ISBN 4829113642
  - ホーリィの手記編（著：加藤ヒロノリ）
    - 炎のラビリンス ISBN 4829114223
    - アポカリプスの魔剣 ISBN 4829114444
    - 黄金の太陽と銀の月 ISBN 482911472X
    - 氷結晶のプリズン ISBN 4829115068
    - エスタルの神聖騎士 ISBN 4829115653
    - 星の声、時の歌 ISBN 4829116080

  - アーヴィン英雄伝編（著：北沢慶）
    - アーヴィン英雄伝 六王国の戦火 ISBN 4829114673
    - アーヴィン英雄伝2 竜皇の凱歌 ISBN 4829115203
    - アーヴィン英雄伝3 竜皇の凱歌 ISBN 4829115637
    - アーヴィン英雄伝4 竜皇の凱歌 ISBN 4829115963

  - 召喚士マリア編（著：北沢慶）
    - 魂に堕天使を、唇に真の名を。 ISBN 4829116323
    - 傷痕に死神を、宿命に血のドレスを。 ISBN 4829116749
    - 大空に憎しみを、白き翼に追憶を。 ISBN 4829117125
    - 眼差しに切なさを、沈黙に優しさを。 ISBN 4829117664
    - 偽りに悲しみを、叶わぬ願いに真実を。 ISBN 4829118164
    - 堕天使に安らぎを、真の名に微笑みを。 ISBN 4829133252

  - 召喚士マリア短編集
    - 召喚士マリアな日々 熱湯編 ISBN 4829117745
    - 召喚士マリアな日々 解凍編 ISBN 4829118385
    - 召喚士マリアな日々 子守編 ISBN 4829119209
    - 召喚士マリアな日々 花束編 ISBN 4829119888

  - 烙印ゼミナール編（著：大井雄紀）
    - モンスター・コレクション 烙印ゼミナール1 ISBN 4829134879
    - モンスター・コレクション 烙印ゼミナール2 ISBN 4829135220
    - モンスター・コレクション 烙印ゼミナール3 ISBN 482913562X

  - モンスター・コレクション・サモナーズ（著：加藤ヒロノリ）
    - モンスター・コレクション・サモナーズ アルフレアの不死鳥 ISBN 4829146370
    - モンスター・コレクション・サモナーズII ソラステルの堕天使 ISBN 4829146478

### ドラマCD
ドラマCD 召喚士マリア 出会いには花束を、小さき恋に別れの涙を。
発売日：2006年8月25日、品番：FCCN-0021
キャスト
- マリア：浅野真澄
- フレイム：森川智之
- アルフレッド：斎賀みつき
- ナナ：落合祐里香
- イオニア：大原さやか
- フリーダ：水橋かおり
- バーニィ：重松朋
- トミー・グルマン：加藤治
- レイナード：成田剣
- フィリップ：進藤尚美

モンスターコレクションTCG ドラマCD 七星魔導史マフィン伝「魔剣の姫君と花園の歌姫」
発売日：2010年8月4日、品番：QECB-1011
キャスト
- マフィン：杉田智和
- ドリブラ：水橋かおり

モンスターコレクションTCG ドラマCD 七星魔導史マフィン伝「魔剣の姫君と女神候補生」
発売日：2011年2月23日、品番：QECB-1030
キャスト
- マフィン：杉田智和
- ドリブラ：水橋かおり
- ミルフィ：新谷良子

モンスターコレクションTCG ドラマCD 七星魔導史マフィン伝「魔剣の姫君と暗黒の皇帝」
発売日：2011年8月17日、品番：QECB-1037
キャスト
- マフィン：杉田智和
- ドリブラ：水橋かおり
- ヴァッセル、エレイン、アニエス：斎藤千和

### 漫画
- モンスターコレクション～魔獣使いの少女～（漫画：伊藤勢）
- モンコレモンスターズ（漫画：金澤尚子）
- 六門秘伝モンスター・コレクション～忘泉の探求者～（漫画：小河原亮）
- モンスターコレクション デーモン・ハート（漫画：西川秀明）
モンスターコレクションのゲーム世界を描いた漫画。
- モンコレキッズ（原案：安田均、グループSNE、原作：あかほりさとる、長谷川勝己、作画：しまんだきよの）
トレーディングカードゲームとしてのモンスターコレクションを描いた漫画。
- モンスター・コレクション～ドラゴン使いのアーニャ（原作・監修：安田均、加藤ヒロノリ、作画：こゆき）
- モンスター・コレクションTCG4コマ 進軍乙女召喚術師ERS（漫画：桃井涼太）

### アニメ
- 六門天外モンコレナイト（2000年1月 - 12月放送、テレビ東京系）
  - 劇場版「六門天外モンコレナイト〜伝説のファイヤードラゴン〜」（2000年7月15日公開、東映）

### ゲーム
- モンスターコレクション 仮面の魔道士（プレイステーション）
- ソーシャルカードゲーム　モンスターコレクション（GREE、Mobage）

### ボードゲーム
- モンスター・コレクション・ボードゲーム 六門戦記
- モンスター・コレクション・ボードゲーム 中原の征服者